# Thelecythara mucronata
Thelecythara mucronata é uma espécie de gastrópode do gênero Thelecythara, pertencente a família Pseudomelatomidae.